# Mniarogekko chahoua
Espèce
Synonymes
- Platydactylus chahoua Bavay, 1869
- Rhacodactylus chahoua (Bavay, 1869)

Statut de conservation UICN

 VU B1ab(i,ii,iii)+2ab(i,ii,iii) : Vulnérable
Mniarogekko chahoua est une espèce de geckos de la famille des Diplodactylidae.

## Répartition
Cette espèce est endémique de Nouvelle-Calédonie. Elle se rencontre dans le centre et le sud de la Grande Terre et à l'île des Pins.
Il vit assez haut dans les grands arbres, souvent près des rivières.

## Description
C'est un gecko qui mesure jusqu'à 30 cm. Doté d'un corps épais mais d'une queue relativement fine, ses couleurs sont très variables (gris, vert pâle, blanc, roux, brun) mais en général moucheté. Ses pattes sont dotées de pelotes adhésives, dotées de setæ.

## Alimentation
Ce gecko est un insectivore qui chasse les insectes présents dans le environnement. Étant donné leur grande taille, ils sont à même de consommer à l'occasion de petits vertébrés comme d'autres reptiles, parfois du même genre qu'eux, ou de petits rongeurs.

## Philatélie
Cette espèce figure sur un timbre de Nouvelle-Calédonie de trente francs pacifique de la série Programme forêt sèche, émis le 8 octobre 2003.

## Publication originale
- Bavay, 1869 : Catalogue des Reptiles de la Nouvelle-Calédonie et description d'espèces nouvelles. Mémoires Société linnéenne de Normandie, vol. 15, p. 1-37.